# Clusiodes gracilolobus
Clusiodes gracilolobus är en tvåvingeart som beskrevs av Caloren och Marshall 1998. Clusiodes gracilolobus ingår i släktet Clusiodes och familjen träflugor. Inga underarter finns listade i Catalogue of Life.